# Les Âmes vagabondes
Pour les articles homonymes, voir Les Âmes vagabondes (film).
Les Âmes vagabondes (The Host) est un roman de science-fiction et de romance de Stephenie Meyer, publié en 2008 et traduit en français la même année aux éditions Jean-Claude Lattès. Le roman traite d'une race extraterrestre, les Âmes, qui prend le contrôle de la Terre et de ses habitants. Il aborde en particulier les aventures d'une Âme dont l'esprit de son hôte humain refuse de coopérer et de la laisser prendre le contrôle.

## Résumé
La Terre est envahie. L'humanité est en danger. Les corps restent les mêmes, mais les esprits sont contrôlés. Melanie Stryder vient d'être capturée. Elle refuse cependant de laisser place à l'être qui tente de la posséder, une âme appelée Vagabonde. Quelque part, caché dans le désert, se trouve un homme qu'elle ne peut pas oublier ainsi qu'une promesse. L'amour pourra-t-il la sauver ?

## Personnages

### Les humains rebelles
- Mel (Melanie Stryder) - est une humaine âgée de vingt-et-un ans (dix-sept quand elle rencontre Jared). Elle a essayé d'échapper à la capture par les âmes pendant des années. Elle est finalement capturée et l'âme Vagabonde est implantée dans son corps. Mel continue de se battre après cette insertion, en lui parlant et en partageant ses souvenirs des personnes qu'elle aime, en espérant qu'un jour Vagabonde la conduise vers eux. Mel aime le sentiment d'être physiquement forte, et méprise Vagabonde lorsqu'elle néglige de la garder ainsi. Elle a du caractère et peut être considérée comme explosive en comparaison de la docile Vagabonde. Melanie est profondément amoureuse d'un autre être humain, Jared Howe, et fait preuve d'un fort lien maternel avec son jeune frère cadet, Jamie. Au fur et à mesure, elle s'attache à Vagabonde, jusqu'à la considérer comme une sœur. Melanie est décrite comme jolie, grande et athlétique, avec de long cheveux bruns, les yeux noisette et la peau bronzée. Le fait que Vagabonde soit amoureuse de Ian la rend en colère. Lorsqu'il l'embrassera, elle verra tout rouge et fera subir sa colère à Vagabonde. Elle lui rappellera qu'elle est toujours là et que c'est son corps. C'est pour cela qu'il n'y aura pas de grands rapprochements entre Ian et Vagabonde. Au fil du temps, elle s'habituera et laisse même Ian prendre sa main (celle de Vagabonde), un geste qu'elle ne réprimandera pas puisque c'est presque naturel.

- Jared Howe - âgé de vingt-neuf ans, il est l'amant de Melanie Stryder. Il a vingt-six lorsqu’il la rencontre pour la première fois. Il est vu comme aimant et en quelque sorte nerveux dans les souvenirs de Melanie, bien que sa perte l'ait rendu très cruel. Il en veut à Gaby, la traite cruellement, et est incapable de compatir avec elle pendant la majeure partie du livre. Finalement, il développe une relation plus proche avec elle en plus de son extrême dévotion pour Melanie. Il est un peu un rival pour Ian O'Shea, parce que Ian voit Jared comme un adversaire dans sa quête pour obtenir les sentiments de Gaby. Il est décrit comme beau physiquement, les cils décolorés par le soleil, les cheveux bruns aves des mèches blondes, la peau bronzée, le visage carré et des yeux bruns avec des échardes dorés comme ses cheveux.

- Ian O'Shea : humain rebelle d'environ vingt-cinq ans, Ian tente de tuer Vagabonde dès son arrivée avec son frère Kyle. Mais il commence à la voir différemment quand elle tente de protéger Jared quand Kyle, lui-même et une autre personne des grottes tentera de tuer Vagabonde et qu'ils se retourneront contre Jared. Dès cet instant son regard sur elle change, il commence à la protéger avec le docteur contre les autres, mais surtout contre son frère et Jared quand il se rendra compte qu'elle n'était pour rien dans l'invasion de la Terre. Peu à peu il découvre qu'il a des sentiments pour Vagabonde. Il sera le premier étonné. Il lui avouera ses sentiments, mais elle lui répondra que ce n'est pas elle qu'il aime mais le corps de Melanie. Il lui répondra: « Ce n'est pas vrai. Ce n'est pas le visage, mais les expressions que tu y mets; ce n'est pas la voix, c'est ce que tu dis. Ce n'est pas la plastique de ce corps, c'est ce que tu fais avec. C'est toi qui est belle. » C'est à ce même moment qu'il l'embrassera et remarquera que Melanie fait subir sa colère à Vagabonde. Il a vite compris que Melanie ne l'aimait pas et qu'elle empêchait leur amour de s'épanouir. Mais Vagabonde commencera à l'aimer de plus en plus, sans se rapprocher de lui à cause de Melanie, elle le connaitra davantage et le verra différemment. Ian est décrit comme quelqu'un de très musclé, de grand et de très beau ayant de magnifiques yeux bleus saphirs, des cheveux bruns et un nez parfait, de sculpture classique.

- Jamie Stryder : humain rebelle, frère de Melanie, il a quatorze ans. Il se lie d'amitié rapidement avec Vagabonde, bien qu'elle lui ait volé sa sœur. Jamie ne lui en veut pas et se comporte bien avec elle et la considère comme une grande sœur et une confidente. Il adore l'entendre raconter ses histoires des autres planètes qu'elle a visité. C'est avec lui qu'elle parlera pour la première fois depuis son arrivée dans les grottes. Lorsqu'il apprendra que sa sœur est encore vivante il considèrera Vagabonde et Melanie comme deux personnes dans un seul corps. Il la traitera toujours de la même façon depuis son arrivée. Il la protégera même devant Jared.

- Jeb (Jebediah) Stryder : chef des rebelles, et oncle de Melanie. Il est complètement loufoque. Il a fait confiance à Gaby dès son arrivée, l'a acceptée malgré ce qu'elle était et lui porte une certaine affection. Il lui a posé plusieurs questions à propos des mondes où elle a vécu auparavant. Il accoutumera sa présence au reste de la communauté. Il a développé une certaine complicité avec elle. Il sera son premier protecteur dans toute l'histoire et la croira lorsqu'il découvrira la survivance de Melanie.

- Doc (Eustache) : humain rebelle, médecin. En couple avec Sharon. Il fait preuve d'une grande bonté comme le remarque Gaby. Il a tenté plusieurs fois de retirer les âmes des hôtes humains capturés, sans succès. Au début il regardait Gaby avec curiosité. C'est elle qui lui montrera comment extraire une âme d'un corps sans tuer ni l'âme, ni l'hôte. Elle lui fera découvrir du mieux qu'elle le peu la médecine extraterrestre.

- Kyle O'Shea : humain rebelle, frère de Ian. Il essaie de tuer Gaby à plusieurs reprises. Il y risque souvent sa peau. Portant une haine féroce envers les âmes et en particulier envers les traqueurs qui ont enlevé sa fiancée, Il finira pourtant par tomber amoureux de Soleil, l'âme occupant le corps de celle-ci. On peut supposer que Kyle, lorsqu'il a perdu Jodi (sa fiancée), s'est durci et est devenu le Kyle que l'on connait. C'est pour cela que Gaby ne le reconnait pas à cause de la douceur qu'il a envers l'âme qui est dans le corps de Jodi.

- La traqueuse (Lacey) : traqueuse de Vagabonde, méchante de l'histoire. Elle continue les recherches sur la disparition de Gaby. On apprend qu'elle était elle aussi hantée par son hôte qui était affreuse. Elle a tué Wes et blessé Brandt lorsqu'elle a trouvé les grottes. Ils en ont fait leur prisonnière en attendant le retour de Gaby qui était partie en expédition avec Ian, Jared et Kyle. Elle a été le premier cobaye à l'extraction d'une âme dans les grottes. C'est Gaby qui a procédé à l'opération avec l'aide de Doc.

- Maggie (Magnolia) : tante de Melanie, sœur de Jeb. Très hostile à Gaby. Mère de Sharon.

- Sharon : cousine de Melanie, pense comme sa mère (Maggie). Elle est en couple avec le docteur. Elle a un fort caractère.

- Walter : humain rebelle, ami de Gaby, malade (Doc pense à un cancer). Il meurt au cours de l'histoire.

- Brandt: humain rebelle, blessé par la Traqueuse quand cette dernière a trouvé les grottes.

- Lily : humaine rebelle, à la peau café au lait, venant de Philadelphie. Elle finira en couple avec Wes.

- Wes : humain rebelle, jeune homme noir aux cheveux crépus, de 19 ans, venant de Eureka dans le Montana. Il sera en couple avec Lily, apparemment plus âgée que lui. Il meurt vers la fin du roman, assassinée par la Traqueuse qui lui tire dessus.

- Lucina : humaine rebelle, aux paupières tombantes. Elle est mère de deux fils, Isaiah, l'aîné, et Freedom, le cadet, né dans la grotte sous l'assistance de Doc. Le terme anglais Freedom se traduisant d'ailleurs par liberté.

- Isaiah : fils de Lucina, frère aîné de Freedom.

- Freedom : fils de Lucina, frère cadet de Isaiah. Il est né dans les grottes sous l'assistance de Doc.

- Geoffrey : humain rebelle, au crâne dégarni et aux joues rouges. Il est le mari de Trudy, et son ami d'enfance est Heath.

- Trudy : humaine rebelle, femme de Geoffrey.

- Heath : humain rebelle, ami d'enfance de Geoffrey.

- Heidi : humaine rebelle, blonde aux yeux très sombres.

- Mandy : nom provisoire de l'hôte de la Soigneuse enlevée par Vagabonde et les rebelles. Elle a survécu à l'extraction mais ne sait plus qui elle est. Elle s'appelle en fait Candy.

- Travis

- John

- Stanley

- Reid

- Carol

- Violetta

- Ruth Ann

### Les Âmes
- Vagabonde (Gaby) ((en) Wanderer (Wanda)) : Vagabonde est l'âme qui habite le corps de Melanie Stryder. Elle a reçu son nom en raison du nombre de planètes où elle a vécu, car elle ne s'est jamais vraiment installée sur une planète qu'elle appréciait. Elle est plus tard surnommée Gaby par l'oncle de Melanie, Jeb, et son frère, Jamie. Comme toutes les âmes, elle est naturellement portée à faire le bien et est dégoûtée par la violence. Elle se sent incroyablement coupable de l'agitation que sa présence cause parmi les proches de Melanie, et tout au long du livre, elle fait preuve de générosité, en faisant passer les autres avant elle-même. Elle aime Jared, l'amant de Melanie, et Jamie, le petit frère de Melanie, à cause des souvenirs fournis par son hôte; elle développe finalement sa propre relation avec chacun d'eux. Elle s'attache également de plus en plus à son hôte, Mel, qu'elle considère comme une sœur, et, quand Mel semble avoir disparu du corps qu'elles se partagent, elle semble incroyablement bouleversée.

Elle finit par forcer Mel à se réveiller et lui promet de lui redonner le contrôle de son corps. Elle tombe amoureuse de Ian O'Shea et se sent coupable que leurs sentiments n'aient pas été réciproques dès le départ. Lorsqu'on le lui  demande, Gaby  estime son âge à « des milliers d'années, peut-être. Je perds le fil des ans quand je suis en hibernation » ; elle ressemble aux autres âmes, lumineuse, argentée.
Plus loin dans le livre, elle est implantée dans le corps d'une autre jeune fille de seize ans, qui est petite, délicate et qui a les cheveux dorés, des taches de rousseur, des yeux gris-argent, et une fossette au menton, dont le nom était Pétales-Ouverts-Sous-La-Lune. Avec ce corps, ses actions sont plus limitées que celles qu'elle pouvait accomplir avec le corps de Mel : « Ils me donnaient les tâches les plus faciles, la plupart du temps, ils me retiraient le travail des mains de toute façon. Pire que cela, j'avais besoin d'aide. » Sur la Planète des Brumes, Vagabonde s'appelait Tête-dans-les-Étoiles, puis surnommée Celle-qui-chevauche-la-Bête.
- Marche-sur-les-Eaux : le Soigneur procédant à l'insertion de Vagabonde

- Kathy : La Tutrice de Vagabonde, elle est chargée de veiller sur Gaby afin que cette dernière contrôle bien son hôte. Elle fait grosso modo office de psychologue. Elle est en couple avec Curt, le mari de son hôte, lui aussi Occupé par une Âme. Ils ont chacun choisi de garder le prénom de leurs hôtes respectifs et de rester en couple afin d'éviter les soupçons lors des débuts de l'invasion.

- Soleil (Jodi) : âme occupant le corps de la fiancée de Kyle et qui est amoureuse de lui. Lorsque celui-ci la pris pour l'amener aux grottes, elle ne cria pas car elle le connaissait. Elle a dit qu'elle rêvait de lui toutes les nuits et qu'elle croyait rêver encore lorsqu'il la kidnappa. Le nom complet de l'Âme est Rayon-de-Soleil-à-travers-la-glace.

- Tisse-le-Feu : la Soigneuse qui répare Vagabonde, lorsque celle-ci s'est infligée des blessures pour pénétrer dans un centre de soin et dérober des remèdes pour soigner Jamie.

- Aurore-d'Ete-qui-Chante : la Soigneuse enlevée par Vagabonde et les rebelles afin de l'extraire de l'hôte qu'elle occupe et l'envoyer sur une autre planète. Elle était autrefois Chauve-Souris sur le Monde des Chants.

- Rôtit-les-Fleurs-Vivantes : Il apparaît dans l'épilogue, au cours d'une expédition à laquelle participe Gaby, Melanie, Jared et Ian. Le groupe le prend pour un traqueur mais il leur révèle qu'il a aussi rejoint un groupe d'humains, ce qui donne de l'espoir à la fois aux rebelles qui se croyaient seuls sur la Terre, et aux Âmes qui veulent vivre en paix avec les humains, comme Gaby. Rôtit-les-Fleurs-Vivantes était un Goûte-Feu sur le Monde de Feu.

- Darren  : Assistant de Marche-sur-les-eaux il a choisi de garder le nom de son hôte

### Les hôtes résistants
Outre Melanie Stryder, nous apprenons qu'il y a d'autres hôtes résistants à l'implantation d'une Âme. C'est le cas de Lacey, l'hôte de la Traqueuse, mais aussi celui de Kévin, l'hôte de Chant-qui-Court (aussi appelé Ritournelle-qui-Court).

## Les Planètes et leurs peuples
Les Âmes telles que Vagabonde n'ont pas seulement colonisé la planète Terre. En effet, ces dernières ont également occupé toutes les planètes abritant la vie, s'insérant dans des hôtes uniquement pensants.
- Origine : Origine est la planète où sont apparues les Âmes. C'est une planète agréable, peuplées de couleurs et de nuages. C'est le seul Monde où les Âmes peuvent vivre en dehors d'un hôte pendant longtemps. Les hôtes d'Origine ne sont pas nommés, mais ont des ailes, des tentacules et de grands yeux argentés. Les Âmes ont commencé à s'insérer dans les hôtes dès qu'ils ont acquis une conscience. Après l'invasion des Vautours (une espèce malveillante), les Âmes se sont insérées en eux pour les contrôler et protéger leur Monde. De là, elles se sont rendu compte qu'elles pouvaient occuper des hôtes conscients venant d'une autre planète. Elles ont donc colonisé la Planète des Vautours puis se sont inspirées de leur technologie. Puis est venue la colonisation de la Planète des Dragons, et ensuite le Monde d’Été.

- Le Monde des Chants : Appelé aussi le Monde Aveugle, cette planète est peuplée par des Chauves-Souris, des créatures aveugles, ayant une cécité musicale. Ils sont capables de voler.

- Le Monde des Herbes-qui-voient : Cette planète, comme son nom l'indique, abrite les Herbes-qui-voient, des êtres enracinés, incapables de se mouvoir mais qui ont la possibilité d'entendre les pensées de leurs semblables. Ils possèdent 1000 yeux et vivent plusieurs siècles, se nourrissant, grâce à leurs feuilles, de la lumière des Soleils. En effet, cette planète aquatique est illuminée par deux Soleils, composée d'eaux grises et ayant une orbite elliptique. Lors de la colonisation du nord par les Âmes, les Herbes-qui-voient ont perdu une immense prairie. Ces derniers ont en effet replié leurs feuilles et péri sans la lumière des Soleils, afin de lutter contre les envahisseurs. Les Âmes implantées ont elles aussi péri avec la mort de leur hôte.

Vagabonde fait allusion à un emploi particulier des Herbes-qui-voient, celui de conteur. Chaque conteur devait divertir les autres.
- La Planète des Fleurs : Peu d'informations  concernant cette planète sont dévoilées dans le livre. Nous savons seulement que les vies chlorophylliennes habitant ce monde sont dotées de très peu d'émotions.

- Le Monde de Feu : Ce monde est habité par les Goûte-Feux, une espèce se nourrissant de la fumée des Fleurs Ambulantes qu'ils brûlent, pour en absorber tous les nutriments essentiels à leur survie. Les Âmes occupaient les Goûte-Feux en suivant le même schéma d'alimentation, jusqu'à ce qu'elles réalisent que les Fleurs Ambulantes étaient des êtres pensants. Par conséquent, il  leur fallut trouver une autre manière de se nourrir, pour ne pas massacrer des êtres pouvant également servir d'hôtes. Ce monde n'étant pas totalement colonisé (dû à la forte émigration des Âmes, elle-même due à la violence rencontrée sur cette planète), des Araignées ont été envoyées en renfort, mais la distance entre les deux planètes étant de plusieurs années-lumière, elles ne sont pas encore arrivées sur place pour la colonisation.

- La Planète des Brumes : Une des espèces de cette planète s'appelle les Ours. Ils se rapprochent des mammifères terrestres dans la mesure où ils ont de la fourrure et leur sang chaud remplit la fonction d'acheminement, bien que ce dernier diffère du nôtre. Ils possèdent quatre cœurs. Leurs émotions, leur besoin d’interaction sociale et de création s'apparentent aux caractéristiques du monde humain. Ils ont des mains à doubles articulations leur permettant de les plier dans les deux sens. Une face est douce tandis que l'autre est tranchante, celle-là leur permet de couper la glace et de la sculpter, afin de créer des villes et des palais de cristal qui ne fondent jamais.

- La Planète des Araignées : Les Araignées sont une des espèces les plus surdouées des Mondes connus, possédant un cerveau dans chaque section de leurs corps, soit 3 au total. Elles ont quatre longs membres sur chaque section et des mains à douze doigts sur chaque extrémité. Ces doigts à six articulations sont aussi fins et robustes que des fils d'acier, capables des manipulations les plus délicates. Elles ont douze yeux, un à chaque jonction des membres au corps. Elles n'ont pas de paupières, seulement un faisceau de fibres pour les protéger, comme des cils en paille de fer. Leur peau est cuirassée avec des écailles comme les reptiles. Elles ont le poids approximatif d'une vache terrienne mais sont néanmoins petites et graciles. Leur planète est froide et grise, voilà pourquoi ses habitants ne voient qu'en noir et blanc et ont une sensibilité atrophiée à la température. Leur espérance de vie est très courte, mais les jeunes naissent avec tout le savoir accumulé de leurs parents. Elles se reproduisent par ailleurs très vite en générant de grands sacs remplis d’œufs. La notion d'émotion leur est quasiment inconnue, en revanche, les Araignées ont une clarté vertigineuse de la pensée, c'est-à-dire qu'elles sont capables de trouver une réponse à n'importe quelle question et de comprendre tous les concepts existants.

D'après Vagabonde, les Araignées ont été les plus ferventes supportrices de l'Occupation des Âmes. Lorsque les Araignées se sont rendu compte qu'elles étaient dirigées par les Âmes, elles ont accepté leur sort, elles aimaient même la façon dont leur monde était nouvellement organisé.Les Araignées étaient de brillants inventeurs, leurs vaisseaux pouvaient glisser à travers les étoiles, en étant parfaitement invisibles. C'est avec le corps des Araignées que les Âmes ont pu entamer le processus d'invasion de la Terre, observant les Hommes à travers elles.
- Le Monde des Dragons : Malgré leurs noms terriens, les Dragons ne ressemblent en rien à des lézards. Ce sont plutôt de gros blobs gélatineux qui peuvent voler, si le terme peut être utilisé, car l'air sur ce monde est plutôt épais, comme de la gelée. Leur déplacement oscille donc entre le vol et la nage. Ils sont capables de respirer de l'acide sans en souffrir.

- Le Monde d’Été : Aucune information disponible sur cette planète et ses habitants dans The Host.

- Le Monde des Dauphins : Ce monde est le dernier découvert par les Âmes. Les hôtes de cette planète sont les Dauphins, ils ressemblent à des libellules géantes, recouverts d'une peau cireuse, et munis de 3, 4 ou 5 paires d'ailes selon leur âge. Ils peuvent donc nager dans l'eau (moins dense que sur Terre). Suivant leur sexe, ils ont 5, 7 ou 9 jambes, et ont de grandes mains avec des doigts très puissants, leur permettant de construire toutes sortes de choses. Ils ont édifié des cités sous-marines avec des plantes très dures, semblables à des arbres. Ils semblent moins développés que les Hommes. Les Dauphins ont trois genre sexuels différents et leurs relations familiales sont très complexes. Cette espèce est malgré tout très développée comparée aux autres, de par leur mobilité notamment.

## Adaptation cinématographique
Un film adapté du roman est sorti aux États-Unis le 29 mars 2013. Il a été réalisé par Andrew Niccol. Saoirse Ronan a été sélectionnée pour interpréter le rôle de Melanie, Max Irons pour celui de Jared Howe et Jake Abel pour Ian O'Shea.
Il est sorti en France le 17 avril 2013.

## Origines et anecdotes
C'est un voyage de Phoenix à Salt Lake City qui a été à l'origine des Âmes Vagabondes. Parce qu'elle s'ennuyait, Meyer inventait des histoires pour s'occuper. Elle note que cette histoire a attiré son attention, et qu'elle « pouvait dire qu'il y avait quelque chose de fascinant dans cette idée d'un triangle amoureux si compliqué ». Au départ seulement un projet, Les Âmes vagabondes est devenu une priorité.
Le titre les Âmes vagabondes entre en lien avec le personnage principal, Vagabonde, parce que son « hôte » Melanie a changé pour toujours sa manière de voir le monde.
Au départ, Ian O'Shea ne devait être qu'un personnage secondaire. Meyer n'avait aucune idée pour l'histoire d'amour entre Ian et Vagabonde, jusqu'à ce que Jared « l'énerve » et que Ian « refuse d'être ignoré ».
Dans la traduction française de Dominique Défert, l'Âme insérée dans son hôte Kévin est appelée Ritournelle-qui-Court (page 38) puis Chant-qui-Court (page 94), alors que dans la version originale, elle conserve la même appellation.

## Projet de suite
Stephenie Meyer a prévu d'écrire deux autres tomes qui pourraient être également adaptés au cinéma. Le second nommé « The Seeker » (Le Traqueur), et le troisième « The Soul » (L'Âme).